# Eine Frage der Würde (Roman)
Eine Frage der Würde (italienisch: La regola dell'equilibrio) ist ein Justizkrimi des italienischen Schriftstellers Gianrico Carofiglio aus dem Jahr 2014, erschienen bei Einaudi, Turin. Es ist der fünfte Band der Reihe um den in Bari lebenden Rechtsanwalt Guido Guerrieri. In der Übersetzung von Viktoria von Schirach erschien er auf Deutsch 2016 bei Goldmann.

## Inhalt

### Handlung
Das Buch startet mit einer erfolgreichen Verteidigung durch Guido Guerrieri, wobei er die Erkenntnisse nutzt, die ihm die Privatdetektivin Annapaola Doria unter ungeklärten Umständen beschafft hat. Kurz darauf sucht ihn der angesehene Vorsitzende des Berufungsgerichts, Pierluigi Larocca auf. Er hat erfahren, dass ihn ein verhafteter Mafioso als bestechlich bezeichnet hat und dass die Staatsanwaltschaft Ermittlungen gegen ihn aufgenommen hat. Er verdächtigt sie der Rache, da er viele schlecht begründete Urteile aufgehoben hat, wobei ihm der Oberste Gerichtshof in seiner Einschätzung fast immer gefolgt ist. Guerrieri beauftragt wieder Annapaola um Erkenntnisse über den betroffenen Mafiosi zu erlangen. Im Zuge ihrer Zusammenarbeit werden beide in eine Schlägerei mit Halbstarken verwickelt, die sie gewinnen.
Guerrieri besucht an einem Samstag einen Vortrag Laroccas über Ethik und Moral im Justizsystem, um ihm von den gewonnenen Erkenntnissen zu berichten. Bei der Vorverhandlung, während der Guerrieri den Mafioso Capodacqua ins Kreuzverhör nimmt, gelingt es ihm, die Vorwürfe der Staatsanwaltschaft zu delegitimieren. Kurz darauf nimmt ihn ein enger Freund, der Polizist Carmelo Tancredi, zur Seite. Er erzählt ihm, dass, auch wenn er keinen einzigen stichhaltigen Beweis hat, die meisten Leute in den Sicherheitskreisen von Bari den Richter Larocca für korrupt halten. Guerrieri ist schockiert und muss sich eingestehen, diese Möglichkeit nie bedacht zu haben. Annapaola macht ihm klar warum: aus Eitelkeit. Die beiden kommen sich über ein Abendessen näher. Guerrieri setzt sie nun darauf an, belastendes Material über Larocca zu suchen. Sie findet heraus, dass er häufig in teuren Hotels logiert und die Rechnungen über ein Schweizer Bankkonto beglichen werden.
Guerrieri ist nun von der Schuld Laroccas überzeugt. Er trifft sich mit ihm und konfrontiert ihn mit der Wahrheit. Larocca leugnet nichts, rechtfertigt sich aber. Er habe nur Geld für Fälle genommen, die er auch den Tatsachen entsprechend freigesprochen hätte und außerdem verdiene er angesichts seiner brillanten Leistungen ein solches Zubrot. Guerrieri gibt daraufhin völlig resigniert sein Mandat zurück. Er bringt es nicht über sich, das belastende Material an die Staatsanwaltschaft zu schicken, so nimmt ihm Annapaola diese Entscheidung ab. Am Ende erwartet sie ihn vor seinem Haus auf dem Motorrad und schlägt ihm einen Ausflug mit unbekanntem Ziel und Dauer vor, worauf er eingeht.

## Form
Der Roman wird aus der Sicht Guerrieris erzählt, wobei neben normalen inneren Monologen auch seine Selbstgespräche mit imaginären Gesprächspartnern, wie seinem Boxsack, geschildert werden.

## Rezeption

### Rezeption bei Erscheinen
Anne Goebel lobt in der Süddeutschen Zeitung Carofiglios erzählerisches Talent und seine genaue Beobachtungsgabe gegenüber den herrschenden Zuständen in der italienischen Gesellschaft. „So unerbittlich der Roman die Praxis kleiner und großer Gefälligkeiten unter die Lupe nimmt, auch um selbstgerechte Trägheit in einem verzopften Justizapparat geht es - am Ende überhöht Carofiglio die Thematik zur philosophischen Frage nach Wahrhaftigkeit.“ Jörg Bremer, Italien-Korrespondent der FAZ hebt abseits des Romans Carofiglios gesellschaftliches Engagement hervor, bescheinigt aber auch, dass „Guerrieris Ermittlungen den Leser gut unterhalten“.

### Textausgaben
- La regola dell'equilibrio, Einaudi, Turin, ISBN 978-88-06-21812-6
- Eine Frage der Würde, Goldmann Verlag, München, übersetzt von Viktoria von Schirach, ISBN 978-3-442-48710-3